# Satori (roman)
Cet article concerne le livre de Don Winslow. Pour le terme du bouddhisme zen qui désigne l'éveil spirituel, voir Satori.
Satori (titre original : Satori) est un roman policier de Don Winslow publié en 2011 aux États-Unis puis traduit en français et publié la même année ; il reprend le personnage principal de Shibumi, un roman de Trevanian.

## Résumé
En 1951, après trois années passées prisonnier de l'armée américaine, Nicholaï Hel, un tueur japonais maîtrisant sept langues, se voit proposer par Ellis Haverford, travaillant à la CIA, la liberté en échange d'une mission quasi-suicidaire : se rendre à Pékin pour y assassiner le commissaire soviétique en poste.

## Éditions
- Satori, Grand Central Publishing, 7 mars 2011, 504 p.  (ISBN 978-0-446-56192-1)
- Satori, Jean-Claude Lattès, 2 novembre 2011, trad. Richard Cunningham, 500 p.  (ISBN 978-2709635578)
- Satori, Points, coll. « Thriller » no P2902, 4 octobre 2012, trad. Richard Cunningham, 497 p.  (ISBN 978-2757829141)